# Pintos
Pintos(핀토스)는 컴퓨터 소프트웨어로서, X86 명령어 집합 아키텍처를 위한 단순 지시적 운영 체제 프레임워크이다. 커널 스레드, 사용자 프로그램의 로드 및 실행, 파일 시스템을 지원하지만 이들 모두를 매우 단순한 방식으로 구현한다. 2004년 스탠퍼드 대학교에서 Ben Pfaff에 의해 개발되었다.
원래 캘리포니아 대학교 버클리에서 개발된 유사한 시스템인 Nachos(Not Another Completely Heuristic Operating System)를 대체하려는 데에서 비롯되었으며 비슷한 선들을 따라 설계되었다. Nachos와 비슷하게 Pintos는 스레드와 메모리 관리, 파일 시스템 접근 등을 포함하여 실제 운영 체제의 중요한 부분을 직접 구현하는 것을 요구함으로써 대학 학부생들에게 운영 체제 설계, 구현의 개념을 소개하기 위해 고안된 것이다. Pintos는 또한 학생들에게 가치있는 디버깅 기술을 교육한다.
Nachos와 달리, Pintos는 실제 x86 하드웨어에서 구동이 가능하지만 Bochs 또는 QEMU와 같은 x86 에뮬레이터 위에 구동되기도 한다. 반면에 Nachos는 호스트 운영 체제의 사용자 프로세스로 실행되며 MIPS 아키텍처를 대상으로 한다. (Nachos는 MIPS 시뮬레이터 위에서 실행되어야 한다) Pintos와 동반 과제들은 또한 C++(오리지널 Nachos용으로 사용됨)나 자바(Nachos 5.0용으로 사용됨) 대신 C 프로그래밍 언어로 개발되어 있다.

## 같이 보기
- Xv6
- 미닉스